# Chris Brown (musikalbum)
Chris Brown är Chris Browns självbetitlade debutalbum, släppt den 29 november 2005.

## Låtlista
1. Intro
2. Run It!
3. Yo (Excuse Me Miss)
4. Young Love
5. Gimme' That Ft Lil' Wayne
6. Ya Man Ain't Me
7. Winner
8. Ain't No Way (You Won't Love Me)
9. What's My Name
10. Is This Love?
11. Poppin'
12. Just Fine
13. Say Goodbye
14. Run It! (Remix)
15. Thank You